# La Grotte Gorgone
La Grotte Gorgone (The Grim Grotto) est le onzième tome de la série Les Désastreuses Aventures des orphelins Baudelaire de Lemony Snicket.

## Résumé
Les orphelins Baudelaire sont récupérés par un sous-marin nommé le Queequeg (personnage de Moby Dick, les uniformes de l'équipage sont d'ailleurs décorés de l'effigie d'Herman Melville). Ils y retrouvent Phil, un ami perdu de vue et ex-collègue de la scierie Fleurbon-Laubaine. Ils font aussi la connaissance du capitaine Virlevent, doté d'un fort caractère, et de sa belle-fille Fiona, une mycologue aux lunettes triangulaires que Klaus apprécie fortement. Tous ont suivi les déboires des Baudelaire grâce à de Véritables Dépêches Communautaires. Le capitaine Virlevent, dont la devise est « celui qui hésite est perdu », est membre des V.D.C., cette mystérieuse organisation secrète dont les initiales semblent vouloir dire Volontaire de Défense de la Communauté. Virlevent révèle que cette organisation, hier vouée à faire le bien, a éclaté et que ses membres sont menacés par des ennemis plus dangereux les uns que les autres.
Le comte Olaf, à bord d'un sous-marin en forme de poulpe, manque de capturer le Queeqeg mais un autre sous-marin, en forme de point d'interrogation, le fait fuir. Le mystère concernant ce sous-marin ne sera pas éclairci, Virlevent se contentant de dire qu'il s'agit de quelque chose de plus dangereux et de plus monstrueux qu'Olaf lui-même.
En se régalant d'une chaudrée cuisinée par Prunille, dont les talents culinaires ne cessent de s'affirmer, les orphelins apprennent qu'ils doivent récupérer le sucrier, qui contient un objet permettant d'envoyer Olaf en prison ; et ils doivent le faire avant jeudi, jour où tous les Volontaires doivent se réunir à l'Hôtel Dénouement. Après avoir étudié les cartes marines, Klaus découvre que le sucrier a probablement été emporté par les courants sous-marins jusqu'à la Grotte Gorgone. Fiona révèle que cette grotte contient un champignon mortel, la fausse golmotte médusoïde. La grotte est trop étroite pour le sous-marin, aussi les quatre enfants décident-ils de s'y introduire en scaphandres.
Ils arrivent dans une grotte à l'air libre, mais ne parviennent pas à trouver le sucrier. Sans qu'ils ne s'en rendent compte, Prunille est contaminée par les spores de la fausse golmotte. Les enfants retournent dans le sous-marin mais le capitaine Virlevent et Phil ont disparu. Ils réalisent que Prunille a été empoisonnée, mais alors que Fiona commence à chercher un remède, le comte Olaf revient et capture le sous-marin. Il refuse de soigner Prunille et jette les enfants en prison. L'homme aux crochets est chargé de les faire parler - Olaf croit toujours que les Baudelaire savent où est le sucrier - mais il s'avère être le grand frère de Fiona. Ancien membre des V.D.C., il a visiblement contribué à incendier l'Aquacentre Amberlu, au dessus de la Grotte Gorgone. Violemment confronté par les Baudelaire, l'homme aux crochets leur explique que les gens ne sont pas gentils ou méchants : tous sont un peu des deux. Il le prouve en les aidant à s'évader du sous-marin d'Olaf.
De retour dans le Queequeg, les deux aînés Baudelaire parviennent à dénicher un antidote pour sauver de justesse Prunille (il s'agit de raifort). Ils reçoivent alors une dépêche signée par Quigley Beauxdraps, qui utilise un code basé sur le détournement de vers de célèbres poésies. Après avoir craqué le code, les Baudelaire comprennent qu'ils ont rendez-vous avec Quigley sur la plage Malamer, là où tout a commencé. Le comte Olaf survient à nouveau, accompagné d'Esmé, de Carmelita... et de Fiona, laquelle trahit les Baudelaire pour rester avec son frère. Mais elle leur permet de s'enfuir à bord du Queequeg.
À la fin du roman, les orphelins se retrouvent sur la plage de Malamer, face à M. Poe, qui les somme de venir avec lui et de se rendre à la police. Ils refusent et montent dans le taxi qui les attend, conduit par une mystérieuse Kit Snicket...

## Adaptation
En 2019, la série télévisée Les Désastreuses Aventures des Orphelins Baudelaire adapte le roman dans le troisième et quatrième épisodes de la troisième saison.